# Brachymyrmex myops
Brachymyrmex myops är en myrart som beskrevs av Carlo Emery 1906. Brachymyrmex myops ingår i släktet Brachymyrmex och familjen myror. Inga underarter finns listade.